# Фрайерс, Эзекил
Эзеки́л Дэ́вид Фра́йерс (англ. Ezekiel David Fryers; родился 9 сентября 1992, Манчестер, Англия), также известный как Зе́ки Фра́йерс (англ. Zeki Fryers) — английский футболист, защитник клуба «АФК Эскильстуна».

## Клубная карьера

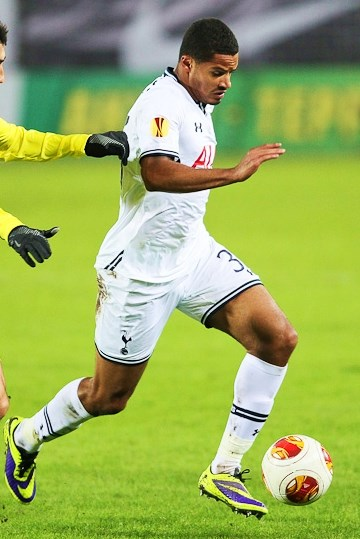
Фрайерс в составе «Тоттенхэм Хотспур»

Воспитанник футбольной Академии «Манчестер Юнайтед». Выступал за молодёжный и резервный составы клуба. 20 сентября 2011 года дебютировал за основной состав «Манчестер Юнайтед» в матче Кубка Футбольной лиги против «Лидса», выступив на позиции центрального защитника. 25 октября провёл свой второй матч за клуб, сыграв против «Олдершота» на позиции левого крайнего защитника. 2 ноября вышел на замену Джонни Эвансу в матче Лиги чемпионов против румынского «Оцелула». 10 декабря дебютировал в Премьер-лиге, выйдя на замену Патрису Эвра в матче против «Вулверхэмптона».
23 августа 2012 года перешёл в бельгийский «Стандард», подписав с клубом двухлетний контракт. Однако уже 3 января 2013 года вернулся в Англию, подписав контракт с «Тоттенхэм Хотспур».

## Статистика выступлений
| Клуб              | Сезон            | Лига | Лига | Кубок Англии | Кубок Англии | Кубок Лиги | Кубок Лиги | Еврокубки | Еврокубки | Прочие | Прочие | Итого | Итого |
| Клуб              | Сезон            | Игры | Голы | Игры         | Голы         | Игры       | Голы       | Игры      | Голы      | Игры   | Голы   | Игры  | Голы  |
| ----------------- | ---------------- | ---- | ---- | ------------ | ------------ | ---------- | ---------- | --------- | --------- | ------ | ------ | ----- | ----- |
| Манчестер Юнайтед | 2011/12          | 2    | 0    | 0            | 0            | 3          | 0          | 1         | 0         | 0      | 0      | 6     | 0     |
| Манчестер Юнайтед | Итого            | 2    | 0    | 0            | 0            | 3          | 0          | 1         | 0         | 0      | 0      | 6     | 0     |
| Стандард          | 2012/13          | 7    | 0    | 0            | 0            | 0          | 0          | 0         | 0         | 0      | 0      | 7     | 0     |
| Стандард          | Итого            | 7    | 0    | 0            | 0            | 0          | 0          | 0         | 0         | 0      | 0      | 7     | 0     |
| Тоттенхэм Хотспур | 2013/14          | 2    | 0    | 0            | 0            | 1          | 0          | 2         | 0         | 0      | 0      | 5     | 0     |
| Тоттенхэм Хотспур | Итого            | 2    | 0    | 0            | 0            | 1          | 0          | 2         | 0         | 0      | 0      | 5     | 0     |
| Всего за карьеру  | Всего за карьеру | 9    | 0    | 0            | 0            | 4          | 0          | 3         | 0         | 0      | 0      | 16    | 0     |

(откорректировано по состоянию на 3 октября 2013 года)